# 沈科
沈科（1509年—？），字子進，號陸川，浙江嘉興府嘉善縣人，民籍，明朝政治人物。

## 生平
嘉靖十九年（1540年）庚子科浙江鄉試第二十五名舉人，二十三年（1544年）中式甲辰科會試第二十七名，三甲第一百七十四名進士。授行人司行人，歷行人司副，授工部營繕司主事，升工部都水司郎中，三十年二月巡視安平河道，擢升臨江府知府，升江西按察司副使、兵備南贛。未几，转苑马寺正卿，左迁河南副使，为言官劾罢。

## 著作
著有《史抄》十二卷。

## 家族
曾祖沈濟；祖父沈騫，號雲沖；父沈揚，號心松，聽選官。母袁氏。弟沈稱，無子，以子沈道原嗣其後。道原，萬曆乙未進士。沈科表弟袁黄。